# Six Jours de Toronto
Les Six Jours de Toronto sont une course cycliste de six jours disputée au Mutual Street Arena, à Toronto, au Canada. Treize éditions ont lieu entre 1912 et 1965.

## Palmarès
| Année            | Vainqueur                                       | Deuxième                                             | Troisième                                    |
| ---------------- | ----------------------------------------------- | ---------------------------------------------------- | -------------------------------------------- |
| 1912             | Paddy Hehir Eddy Root                           | Jim Moran André Perchicot                            | Worth Mitten Fred Wells                      |
| 1913             | Alfred Grenda Ernie Pye                         |                                                      |                                              |
| 1914-31          | Non-disputés                                    |                                                      |                                              |
| 1932 (Mai)       | Reginald Fielding William "Torchy" Peden        | Henri Lepage Alfred Letourneur                       | Jules Audy Harry Horan                       |
| 1932 (Octobre)   | Albert Crossley Reginald McNamara               | Henri Lepage Bernhardt Stübecke                      | Anthony Beckman Laurent Gadou                |
| 1933 (Mai)       | Gérard Debaets Alfred Letourneur                | Jules Audy William "Torchy" Peden                    | Reginald Fielding Harry Horan                |
| 1933 (Octobre)   | Henri Lepage Alfred Letourneur                  | Jules Audy Piet van Kempen                           | William "Torchy" Peden Ewald Wissel          |
| 1934 (Mai)       | Jules Audy William "Torchy" Peden               | Frank Bartell Charly Winter                          | Reginald Fielding Laurent Gadou              |
| 1934 (Novembre)  | Reginald Fielding Fred Ottevaire Jimmy Walthour | Sydney Cozens Godfrey Parrott William "Torchy" Peden | Joseph Clignet Ernest Muller Piet van Kempen |
| 1935 (Mai)       | Albert Crossley William "Torchy" Peden          | Gustav Kilian Heinz Vöpel                            | Reginald Fielding Fred Ottevaire             |
| 1935 (Septembre) | Albert Crossley Jimmy Walthour                  | Fred Spencer Heinz Vöpel                             | Frank Bartell Fred Ottevaire                 |
| 1936             | Jimmy Walthour Charly Winter                    | Jules Audy William "Torchy" Peden                    | Fred Spencer Freddy Zach                     |
| 1937             | Doug Peden William "Torchy" Peden               | Laurent Gadou Jimmy Walthour                         | Albert Crossley Reginald Fielding            |
| 1938-64          | Non-disputés                                    |                                                      |                                              |
| 1965             | Emile Severeyns Rik Van Steenbergen             | Leandro Faggin Mino De Rossi                         | Lucien Gillen Robert Lelangue                |